# Wim van Velzen (1943)
Wilhelmus Wim Gijsbertus van Velzen (Rotterdam, 15 januari 1943) is een Nederlands voormalig politicus namens het CDA.
Van Velzen studeerde onderwijskunde aan de Katholieke Universiteit Nijmegen en begon zijn maatschappelijke loopbaan in die stad als leraar Nederlands en maatschappijleer. Vervolgens maakte hij carrière bij het Katholiek Pedagogisch Centrum (KPC) in Den Bosch. Van Velzen was ongeveer een jaar (1986-1987) plaatsvervangend directeur-generaal voortgezet onderwijs op het ministerie van Onderwijs en Wetenschappen.
In januari 1987 werd hij partijvoorzitter van het CDA. Hij trad in maart 1994 af na kritiek op de presentatie van de plannen tot bevriezing van de AOW zoals die waren opgenomen in het CDA-verkiezingsprogramma. In juni van dat jaar kwam hij in de Eerste Kamer. In juli 1994 werd Van Velzen Europarlementariër. De Eerste Kamer verliet hij pas medio 1995. In Brussel was hij in twee periodes vicevoorzitter van de Europese Volkspartij (EVP) en tussendoor voorzitter van de Europese Unie van Christen-Democraten (EUCD). Vanaf juli 1999 was Van Velzen vicefractievoorzitter van de Europese Volkspartij (Christendemocraten) en Europese Democraten. Na de Europese Parlementsverkiezingen 2004 begon hij een eigen consultancybedrijf.